# Mary Surratt

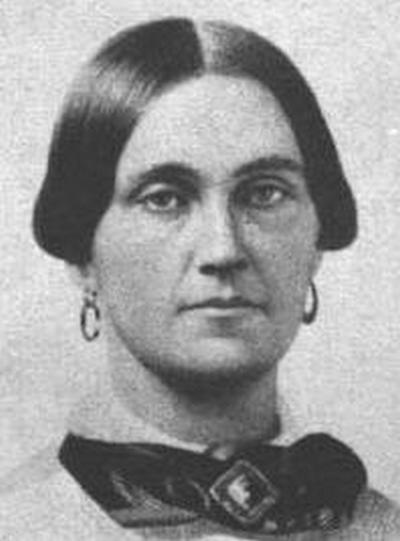
Surratt em 1850

Mary Elizabeth Jenkins Surratt (Condado de Howard, 1820 ou maio de 1823 – Washington, DC, 7 de julho de 1865) foi uma proprietária de pensão americana em Washington, DC, em 1865 que foi condenada por participar da conspiração para assassinar o presidente dos EUA, Abraham Lincoln. Condenada à morte, ela foi enforcada e se tornou a primeira mulher executada pelo governo federal dos Estados Unidos. Ela manteve sua inocência até sua morte, e o caso contra ela foi e é controverso. Surratt era a mãe de John Surratt, que mais tarde foi julgado, mas devido ao estatuto de limitações, não foi condenado.
Nascida em Maryland na década de 1820, Surratt se converteu ao catolicismo ainda jovem e permaneceu católica praticante pelo resto de sua vida. Ela se casou com John Harrison Surratt em 1840 e teve três filhos com ele. Empresário, John tornou-se dono de uma taverna, uma pousada e um hotel. Os Surratts eram simpatizantes dos Estados Confederados da América e muitas vezes hospedavam simpatizantes confederados em sua taverna.
Após a morte de seu marido em 1862, Surratt teve que administrar sua propriedade. Cansada de fazer isso sem ajuda, Surratt mudou-se para sua casa em Washington, DC, que ela então administrava como pensão. Lá, ela foi apresentada a John Wilkes Booth. Booth visitou a pensão várias vezes, assim como George Atzerodt e Lewis Powell, os co-conspiradores de Booth no assassinato de Lincoln. Pouco antes de matar Lincoln, Booth falou com Surratt e lhe entregou um pacote contendo binóculos para um de seus inquilinos, John M. Lloyd.
Depois que Lincoln foi assassinado, Surratt foi presa e julgada por um tribunal militar no mês seguinte, junto com os outros conspiradores. Ela foi condenada principalmente devido aos testemunhos de Lloyd, que disse que ela lhe disse para ter os "ferros de tiro" prontos, e Louis J. Weichmann, que testemunhou sobre as relações de Surratt com grupos confederados e simpatizantes. Cinco dos nove juízes em seu julgamento pediram que Surratt recebesse clemência do presidente Andrew Johnson por causa de sua idade e sexo. Johnson não concedeu sua clemência, embora os relatos diferem sobre se ela recebeu ou não o pedido de clemência. Surratt foi enforcada em 7 de julho de 1865 e depois enterrado no Cemitério Mount Olivet.